# Leonora Shire
Leonora Shire är en kommun i regionen Goldfields-Esperance i Western Australia. Kommunen har en yta på 32 189 km², och en folkmängd på 2 513 personer enligt 2011 års folkräkning. Huvudort är Leonora. Största stad är Leinster.